# Mucsi
Mucsi là một thị trấn thuộc hạt Tolna, Hungary. Thị trấn này có diện tích 24,76 km², dân số năm 2010 là 470 người, mật độ 19 người/km².